# Joe Whelton
Joseph Whelton, detto Joe (East Hartford, 15 febbraio 1956), è un ex cestista e allenatore di pallacanestro statunitense.

## Palmarès
- Campionato svizzero: 6

Fribourg: 1991-92
Bellinzona: 1992-93, 1993-94, 1994-95
Lugano: 2009-10, 2010-11
- Campionato inglese: 1

Manchester United: 1985-86
- Coppa di Svizzera: 5

Bellinzona: 1992-93, 1993-94, 1994-95, 1995-96
Lugano: 2011
- Coppa di Lega Svizzera: 1

Lugano: 2011